# Росстани (Орловская область)
Росстани — деревня в Ливенском районе Орловской области России. 
Входит в Вахновское сельское поселение в рамках организации местного самоуправления и в Вахновский сельсовет в рамках административно-территориального устройства.

## География
Расположена к 9 км к югу от райцентра, города Ливны, и в 120 км к юго-востоку от центра города Орёл.

## Население
| 2002 | 2010 |
| ---- | ---- |
| 948  | ↗958 |

Согласно результатам переписи 2002 года, в национальной структуре населения русские составляли 96 % от жителей.